# Hydrofoberen
Hydrofoberen is een vorm van impregneren. De term wordt onder andere gebruikt voor het met een waterafstotend middel behandelen van stenige gevels en daken. Op nieuwe, gerenoveerde of gereinigde oppervlakken kan een waterwerende laag worden aangebracht. Het daarvoor gebruikte vloeibare product verdeelt zich over het oppervlak en dringt er ook enigszins in. Hoe diep is afhankelijk van de structuur en poreusheid van het materiaal.

## Doelen
- De gevel waterafstotend maken
- Doorslaand vocht voorkomen
- Voorkomen van vorstschade
- Het remmen van de groei van algen en schimmels op de gevel
- Verbeteren van de isolatie
- Beschermen tegen zure regen
- Vergemakkelijken van verwijdering van graffiti (afhankelijk van het type hydrofobeermiddel)
- Brandvertragende werking
- Voorkomen van kalk, zout en roest uitbloeiingen.

## Werkzaamheid
Op lange termijn, afhankelijk van het gekozen middel 2-15 jaar, zal onder invloed van ultraviolet licht het impregneermiddel aan de oppervlakte worden afgebroken. Het waterwerende middel zit dan echter nog steeds in de poriën onder het oppervlak. Hydrofobeermiddelen bekleden de wanden van de poriën in steen met een dun waterafstotend laagje. Een goed hydrofobeermiddel zal transport van waterdamp door de gevel toelaten. Transport van vloeibaar water is door behandelde poriën echter nauwelijks mogelijk. De gevel is daardoor waterdicht vanaf de behandelde zijde.
Moderne hydrofobeermiddelen beschermen de gevel tot maximaal 15 jaar. Op den duur zal het effect zoveel verminderen dat het oppervlak opnieuw behandeld dient te worden.

## Voegen
Regenwater zal bij een hydrofobe gevel sneller afstromen, daardoor zal bij scheurtjes en naden (bijvoorbeeld tussen de voeg en de steen) meer vocht binnendringen. Om dit te voorkomen moeten de voegen in goede staat zijn of vernieuwd worden.

## Uitvoering
Hydrofoberen kan uitgevoerd worden door een gespecialiseerd bedrijf, maar is door een klussende particulier ook zelf uit te voeren.